# ديفيد ميلينكوفيتش
ديفيد ميلينكوفيتش (بالفرنسية: David Milinković)‏ هو لاعب كرة قدم فرنسي في مركز الوسط، ولد في 20 مايو 1994 في أنتيب في فرنسا. لعب مع نادي كان.

## وصلات خارجية
- ديفيد ميلينكوفيتش على موقع الدوري الأمريكي (الإنجليزية)
- ديفيد ميلينكوفيتش على موقع قاعدة بيانات كرة القدم.إي يو (الإنجليزية)
- ديفيد ميلينكوفيتش على موقع Soccerway.com (الإنجليزية)
- ديفيد ميلينكوفيتش على موقع عالم كرة القدم.نت (الإنجليزية)